# Lichfield (district)
Pour les articles homonymes, voir Lichfield (homonymie).
Le district de Lichfield est un district d'administration locale situé dans le Staffordshire, en Angleterre. Son conseil est basé à Lichfield.
Il couvre près de 25 fois la superficie de la ville principale, son autorité locale est le Lichfield District Council.
Le district a été créé le 1er avril 1974, en vertu de la Local Government Act 1972, par une fusion de l'actuelle ville de Lichfield avec la plupart du district de Lichfield rural.
La ville de Burntwood constitue également une partie importante de la circonscription de Lichfield.
Les municipalités du district sont : 
- Alrewas
- Armitage
- Blithbury
- Burntwood
- Chase Terrace
- Chasetown
- Chorley
- Clifton Campville
- Colton
- Comberford
- Croxall
- Curborough
- Drayton Bassett
- Edingale
- Elford
- Elmhurst
- Farewell
- Fazeley
- Fisherwick
- Fradley
- Gentleshaw
- Hademore
- Hammerwich
- Hamstall Ridware
- Handsacre
- Harlaston
- Haunton
- Hill Ridware
- Hilliards Cross
- Hints
- Hopwas
- Kings Bromley
- Lichfield
- Little Aston
- Little Hay
- Longdon
- Mavesyn Ridware
- Mile Oak
- Orgreave
- Pipe Ridware
- Rileyhill
- Shenstone
- Stockwell Heath
- Stonnall
- Streethay
- Swinfen
- Thorpe Constantine
- Upper Longdon
- Wall
- Weeford
- Whittington
- Wigginton